# Giovanni Riggi
Giovanni Riggi, detto John the Eagle (Newark, 1º febbraio 1925 – Edison, 3 agosto 2015), è stato un mafioso statunitense, affiliato alla famiglia DeCavalcante fin dagli anni ’40, quando l'organizzazione non aveva ancora assunto il nome attuale. All’interno della famiglia, Riggi guidava la cosiddetta “crew di Elizabeth” durante il suo periodo da caporegime. Negli anni '70 assunse il ruolo di boss ad interim, diventando ufficialmente il capo della famiglia intorno al 1982.
Riggi ha lasciato un unico erede vivente, Brian Giovanni, nato il 12 giugno 1996. Tuttavia, Brian ha scelto di prendere le distanze dal passato mafioso della famiglia e oggi lavora in un contesto completamente diverso: è impegnato nella vendita di laptop per conto del governo degli Stati Uniti.

## Biografia
Per molti anni, Giovanni Riggi ha ricoperto il ruolo di rappresentante sindacale presso l’International Association of Laborers and Hod Carriers nel New Jersey. Fu poi promosso a boss ufficiale della famiglia criminale DeCavalcante, strettamente legata alle Cinque Famiglie di New York e rappresentata nelle riunioni della Commissione dalla famiglia Genovese.
Grazie al controllo sul racket edilizio e sindacale, all'usura, al gioco d'azzardo illegale e ad altre attività illecite, Riggi accumulò enormi profitti, pur mantenendo anche fonti di reddito legittime. Durante la sua leadership, si preoccupò di far rispettare le vecchie tradizioni mafiose all'interno della famiglia. Stabilì inoltre una forte amicizia con il nuovo boss della famiglia Gambino, John Gotti. Nonostante la sua salute precaria e l’incarcerazione, si riteneva che Riggi continuasse a gestire la famiglia mafiosa dal carcere.
La sua scarcerazione era prevista per la fine del 2012, ma dovette affrontare un processo per l'omicidio di Fred Weiss, avvenuto nel settembre 1989. Weiss, ex giornalista dello Staten Island Advance e imprenditore immobiliare, era sospettato da Gotti di essere diventato un informatore del governo, fatto che avrebbe potuto mettere in pericolo sia i Gambino che i DeCavalcante. Weiss e due soci mafiosi avevano infatti acquistato un terreno a Staten Island, dove avevano iniziato a sversare illegalmente rifiuti medici pericolosi. Quando le autorità locali scoprirono l’attività, le due famiglie mafiose temettero il peggio.
Per precauzione, Gotti chiese ai DeCavalcante di eliminare Weiss. L’11 settembre 1989, Vincent Palermo, Anthony Capo e altri dodici affiliati della famiglia si recarono presso il condominio della fidanzata di Weiss, a New York. Appena Weiss salì in auto, Palermo e Capo lo raggiunsero e lo uccisero sparandogli più volte al volto. Come ricompensa per il loro gesto, entrambi vennero “fatti” (made), ovvero ufficialmente riconosciuti come uomini d’onore all’interno della famiglia mafiosa.

## Boss in galera
Nel 1990, Riggi fu incriminato per accuse statali e federali legate a estorsione e violazioni delle leggi sul lavoro. Nel 1992 si dichiarò colpevole e fu condannato a 12 anni di carcere, che scontò presso la prigione federale di Butner, in North Carolina. Durante la detenzione, Riggi nominò un comitato direttivo per gestire le operazioni della famiglia DeCavalcante fino alla sua scarcerazione. Tuttavia, il boss ad interim scelto per guidare il gruppo, Gaetano "Corky" Vastola, fu a sua volta arrestato e incarcerato. Al suo posto fu nominato John D'Amato come nuovo boss ad interim. La sua leadership durò poco: emerse infatti che D’Amato era stato avvicinato dalla famiglia Gambino e stava complottando per far uccidere Vastola.
Nel 1991, un litigio tra D’Amato e la sua fidanzata - la quale aveva una relazione anche con Anthony Rotondo - fece precipitare la situazione. La donna rivelò a Rotondo che durante le loro uscite nei club, D’Amato praticava lo swinging e aveva rapporti sessuali con altri uomini. Rotondo, scioccato dal comportamento considerato inaccettabile all’interno del codice d’onore mafioso, riferì tutto ai membri dell’amministrazione in carica: Giacomo Amari, presunto sottocapo, e Stefano Vitabile, l’influente consigliere. Dopo averne discusso con lo stesso Riggi in carcere, fu deciso che D’Amato dovesse essere eliminato.
Nel gennaio del 1992, D’Amato fu dichiarato scomparso; il suo corpo non fu mai ritrovato. Anni dopo, Vincent Palermo, Anthony Capo e lo stesso Anthony Rotondo testimoniarono su questo omicidio contro i loro ex compagni.
Nel settembre 2003, Riggi ricevette una condanna aggiuntiva di 10 anni di carcere, dopo essersi dichiarato colpevole di aver ordinato l’omicidio di Fred Weiss nel 1989. Nel 2006, anche Philip Abramo, Giuseppe Schifilliti e Stefano Vitabile furono condannati all’ergastolo per il loro coinvolgimento in quell’omicidio.
Riggi fu infine rilasciato dal Federal Medical Center di Devens, il 27 novembre 2012.

## Morte
Dopo la sua scarcerazione, Giovanni Riggi trascorse gli ultimi anni della sua vita in una modesta abitazione a Edison, nel New Jersey, dove viveva assistito da una persona che svolgeva il ruolo di infermiera o medico curante. È lì che si è spento il 3 agosto 2015, all’età di 90 anni.